# Ferdows
Ferdows este un oraș din Iran.